# Софа Ландвер
Софа Ландвер (28 жовтня 1949 , Ленінград ) — ізраїльський політик, депутатка Кнесета 14, 15, 16 (частина терміну) скликань від фракції Авода, 17, 18, 19 та 20-го скликань фракції «Наш дім Ізраїль» («НДІ»), у 2009—2015, 2016—2017 роках працювала міністром абсорбції.

## Життєпис
Софа Ландвер народилася 28 жовтня 1949 року в Ленінграді. У 1979 році з родиною репатріювалася (здійснили алію) до Ізраїлю. Має вищу психологічну освіту (другий освітній (магістерський) ступінь, закінчила університет у 1983 році).
Входила до складу муніципальної ради міста Ашдода та працювала директором компанії з розвитку Ашдода (англ. Ashdod Development Company).
Після завершення політичної кар'єри Софа Ландвер знову проживає в Ашдоді. Вона — вдова. У шлюбі народилася донька.

## Політична кар'єра
На виборах 1996 року у партійному списку партії « Авода» балотувалася до Кнесету 14-го скликання і була обрана депутатом. Софа Ландвер продовжила свою роботу і в кнесеті 16-го скликання (з 1999 року — не повний термін). Була призначена заступником міністра транспорту 12 серпня 2002 року (обіймала посаду до 2 листопада 2002 року). Потім втратила своє місце на виборах 2003 року. 11 січня 2006 року Ландвер увійшла до Кнесету замість Авраама Шохата. Однак 8 лютого вона пішла у відставку, і її замінив Орна Анхель. Напередодні виборів 2006 року Софа перейшла до партії «Наш дім Ізраїль». Вона перебувала під № 7 у списку партії, яка отримала одинадцять місць. Софа Ландвер продовжила свою роботу в кнесеті 17-го та 18-го скликань. Також була переобрана на виборах 2009 року після того, як зайняла п'яте місце в партійному списку. 31 березня її призначили міністром абсорбції іммігрантів. У 2013 році політик знову була переобрана і зберегла своє місце в уряді. На виборах 2015 року хоч і вдалося зберегти своє місце, утім, Ізраель Бейтену не увійшла до коаліційного уряду, тому Ландвер втратила свій міністерський портфель. Однак після того, як партія знову увійшла до уряду в травні 2016 року, Софу знову призначили міністром абсорбції іммігрантів, а в 2017 році це міністерство було перейменовано на Міністерство алії та інтеграції.

### Партійна приналежність
- Кнесет 14 партія Авода
- Кнесет 15 Ісраель Ахат (2), Авода — Меймад
- Кнесет 16 Авода — Меймад — Ам Ехад
- Кнесет 17-20 Наш дім Ізраїль

### Діяльність в уряді
- Кнесет 15 уряд 29 — з 12 серпня по 2 листопада 2002 року
  - Заступник міністра транспорту
- Кнесет 18 уряд 32
  - Міністр абсорбції (у 2017 — алії та інтеграції) — з 31 березня 2009 по 2015 рік, у 2016—2017

### Діяльність у комісіях кнесету
- Кнесет 14
  - Член комісії з науки та технології
  - Член комісії зі звернень громадян
  - Член комісії з питань алії та абсорбції
  - Член комісії з праці та добробуту
- Кнесет 15
  - Голова комісії зі звернень громадян
  - Член комісії кнесета
  - Член фінансової комісії
  - Член законодавчої комісії
  - Член комісії зі звернень громадян
  - Член комісії з питань алії, абсорбції та діаспори
  - Член особливої комісії з питання відсіювання зі шкіл
  - Член підкомісії у справах лобістів
  - Член комісії з освіти та культури
- Кнесет 17
  - Член комісії з питань алії, абсорбції та діаспори
  - Член фінансової комісії
  - Голова комісії зі звернень громадян
  - Член комісії з питань алії, абсорбції та діаспори
  - Член комісії з праці, добробуту та охорони здоров'я

### Громадська діяльність
- З 1993 по 2003 рік очолювала Всеізраїльське об'єднання російськомовних репатріантів.
- З 2003 року до цього часу — голова Федерації російськомовних ізраїльтян.
- Член ради директорів Єврейського Агентства .
- Голова Товариства білорусько — ізраїльської дружби.

### Інші посади
- Кнесет 14
  - Голова парламентського товариства дружби Ізраїль — Казахстан .